# شرق دلهي
شرق دلهي رمزها «ED» (بالإنجليزية: East  Delhi)‏ ، هو تقسيم إداري لدولة الهند تتبع ولاية دلهي (بالإنجليزية: Delhi)‏ ، مركزها هو مدينة بريت فيهار (بالإنجليزية: Preet  Vihar)‏ عدد سكانها حسب تعداد سنة 2001 هو 1,448,770 ، مساحتها 440 كم² وكثافة السكان 3293 لكل كم² .